# Castelli, Argentina
Castelli este un oraș din provincia Buenos Aires, Argentina.
1. ↑   https://www.castelli.gob.ar/historia/ Lipsește sau este vid: |title= (ajutor)
2. ↑   https://castellidiario.com.ar/algunos-apuntes-de-la-historia-de-castelli-nuestro-lugar-en-el-mundo/ Lipsește sau este vid: |title= (ajutor)